# غريغ بيكر
غريغ بيكر (بالإنجليزية: Greg Baker)‏ مواليد 16 أبريل 1968 في سانت بول، الولايات المتحدة، هو ممثل أمريكي بدأ مسيرته الفنية سنة 1996.

## الأعمال

### مسلسلات
- خطوة بخطوة
- فجأة سوزان
- الجناح الغربي
- معاقب مدى الحياة
- المقاطعة
- إي آر
- هانا مونتانا
- بونز

## روابط خارجية
- غريغ بيكر على موقع IMDb (الإنجليزية)
- غريغ بيكر على موقع ألو سيني (الفرنسية)
- غريغ بيكر على موقع أول موفي (الإنجليزية)
- غريغ بيكر على موقع قاعدة بيانات الفيلم (الإنجليزية)
- غريغ بيكر على موقع كينوبويسك (الروسية)